# Platygaster corcyrana
Platygaster corcyrana är en stekelart som beskrevs av Peter Neerup Buhl 1996. Platygaster corcyrana ingår i släktet Platygaster och familjen gallmyggesteklar. Inga underarter finns listade i Catalogue of Life.